# Listimäjärvi
Listimäjärvi är en sjö i Finland. Den ligger i kommunen Kemijärvi i landskapet Lappland, i den norra delen av landet, 700 km norr om huvudstaden Helsingfors. Listimäjärvi ligger 189,7 meter över havet. Arean är 53 hektar och strandlinjen är 4,48 kilometer lång. Sjön  ingår i Kemi älvs huvudavrinningsområde. 